# Raymond Guyot (historien)
 (novembre 2021).
Pour les articles homonymes, voir Raymond Guyot (homonymie) et Guyot.
Raymond Guyot, né le 24 avril 1877 à Paris 10e et mort le 26 décembre 1934 à Paris 7e, est un historien français.

## Biographie
Raymond Guyot fréquente les lycées Hoche et Louis-le-Grand, et obtient un baccalauréat ès lettres avant d'intégrer l'École normale supérieure en 1896. Il est licencié ès lettres en 1898 et agrégé d'histoire en 1900. Il est par la suite élève de l'EPHE (1901) et docteur ès lettres en 1911.
Marié avec Jeanne Marie Louise Lorey à Paris en 1905, dont il a une fille en 1908 à Tours, il se remarie en 1933 (un peu moins de 2 ans avant son décès) avec Yvette Lebas,.
La carrière académique de Raymond Guyot débute par un poste de professeur d'histoire au lycée de Bourges (1900). Raymond Guyot enseignera dans divers lycées avant de devenir maître de conférences d'histoire contemporaine à la Faculté des lettres de Paris en 1926. Il est professeur d'histoire moderne et contemporaine dans la même faculté à partir de 1932.
Outre ces charges d'enseignement, Raymond Guyot est également chef-adjoint du cabinet du ministre de l'Instruction publique Gabriel Guist'hau en 1912 et 1913. Il est professeur à l'École libre des sciences politiques en 1925, ainsi qu'à l'École normale de Saint-Cloud, et effectue diverses missions à l'étranger. Il est par ailleurs membre du Comité des travaux historiques et scientifiques.

## Publications partielles
- Le Directoire et la paix de l'Europe (des traités de Bâle à la deuxième coalition 1795-99), thèse de doctorat (1911)
- Documents biographiques sur J. F. Reubell (1747-1807), thèse complémentaire (1911)
- Du Directoire au Consulat, les transitions (1912)
- L'œuvre législative de la Révolution avec L. Cahen (1913)
- Napoléon (1921)
- La première entente cordiale (1926)
- La Révolution française, avec Philippe Sagnac et Georges Lefebvre (1930, 2e édition 1938)[5]
- Histoire diplomatique (1815-1870) (1931)

## Distinctions
- Chevalier de la Légion d'honneur en 1918.

Une décoration étrangère.